# Zelotes caprivi
Zelotes caprivi är en spindelart som beskrevs av FitzPatrick 2007. Zelotes caprivi ingår i släktet Zelotes och familjen plattbuksspindlar.
Artens utbredningsområde är Namibia. Inga underarter finns listade i Catalogue of Life.